# Thanh Ngân
Thanh Ngân, tên đầy đủ là Nguyễn Thị Ngà, là nghệ sĩ cải lương, dân ca người Việt Nam. Cô được Nhà nước phong tặng danh hiệu nghệ sĩ ưu tú năm 2007 và nghệ sĩ nhân dân năm 2019.

## Tiểu sử
Cô là con gái út của nghệ sĩ Hưong Huyền – Kim Hoa, thuộc về thế hệ thứ tư trong đại gia đình nghệ sĩ tài danh có 4 đời theo nghề hát từ thập niên 1930 đến nay: Ông Hai Núi, bầu gánh hát Tân Hí Ban, thuộc trường phái kiếm hiệp Mộng Vân, ông Hai Núi là ông cố ngoại của nữ nghệ sĩ Thanh Hằng và Thanh Ngân. Các diễn viên Hề Tỵ, Ba Tẹt là ông cậu, nữ diễn viên tiền phong Tư Hélène là bà ngoại, kép chánh Hai Long là ông ngoại của Thanh Ngân. Gia đình của Thanh Ngân có bốn người con gái đều là diễn viên sân khấu: Thanh Hằng, Ngân Quỳnh, Thanh Ngọc.
Từ lúc còn nhỏ, Thanh Ngân đã theo cha mẹ (nghệ sĩ Hoài Châu và Kim Hoa) lưu diễn qua các đoàn hát Tiền Giang, đoàn Hậu Giang, đoàn Cà Mau, đoàn sông Hương (Huế), đoàn Sàigon 1, đoàn Trần Hữu Trang, đoàn Minh Tơ, đoàn Huỳnh Long.
Ngày 29/8/2019, cô vinh dự được Nhà nước phong tặng danh hiệu Nghệ sĩ Nhân dân năm đợt IX – 2019 cùng với các nghệ sĩ cải lương gạo cội: Thanh Tuấn, Minh Vương, Thoại Miêu, Thanh Nam, Giang Châu,...

## Những vở cải lương đã tham gia
- Nhụy Kiều Tướng Quân
- Hoàng Đế Du Xuân (vai Bạch Điệp)
- Bên cầu dệt lụa (vai Quỳnh Nga)
- Tiếng trống Mê Linh (vai Trưng Trắc)
- Lan Và Điệp (vai Lan)
- Áo Cưới Trước Cổng Chùa (vai Xuân Tự)
- Tướng Cướp Bạch Hải Đường (vai Nhung)
- Giấc Mộng Đêm Xuân

## Các bài tân cổ, vọng cổ & dân ca
- Dạ cổ hoài lang (Nguyên tác: Cao Văn Lầu)
- Điệu buồn phương Nam (Tân nhạc: Vũ Đức Sao Biển; cổ nhạc: Anh Kiệt)
- Duyên phận (Tác giả: Thái Thịnh)
- Về miền Tây
- Thành tâm sám hối (Tác giả: Thanh Vân)
- Chợ Mới (Tác giả: Trọng Nguyễn)
- Gõ cửa trái tim (Sáng tác: Vinh Sử)
- Miền Tây quê tôi (Sáng tác: Cao Minh Thu)
- Thiên duyên tiền định
- Thím hai lúa
- Yêu Kiếp Tằm Tơ
- Tinh Hoa
- Thương Hoài Hai Tiếng Cải Lương

## Giải thưởng
- 1996 : Giải Trần Hữu Trang, vai Võ Thị Sáu trong vở "Người con gái đất đỏ".
- 2000 : Giải Mai vàng báo Người lao động, vai Trang trong vở "Trà hoa nữ".
- 2002 : Giải Mai vàng báo Người lao động, vai Lan trong vở "Lan và Điệp".
- 2004 : Top 5 Giải Diễn Viên Tài Sắc báo Sân Khấu tổ chức.
- 2005 : HCV Hội diễn SK chuyên nghiệp toàn quốc, vai Lượm vở "Cung đàn nào cho em".
- 2006 : Danh hiệu Nghệ sĩ Ưu tú.
- 2009 : Huy chương vàng Hội diễn SK chuyên nghiệp toàn quốc, vai Tâm vở "Cổ tích thời hiện đại"; Cúp vàng – giải thưởng HTV Awards, giải Nghệ sĩ cải lương được yêu thích nhất năm 2009.
- 2010 : Cúp vàng – giải thưởng HTV Awards, giải Nghệ sĩ cải lương được yêu thích nhất năm 2010.
- 2015 : Huy chương vàng Hội diễn SK chuyên nghiệp toàn quốc và giải nữ Diễn viên xuất sắc nhất hội thi.
- 2019: Danh hiệu Nghệ sĩ Nhân dân.